# Dexters laboratorium
Dexters laboratorium (engelska: Dexter's Laboratory) är en amerikansk-koreansk animerad TV-serie skapad av Genndy Tartakovsky. Serien producerades först av Hanna-Barbera Productions, 1996-1999 och senare tog Cartoon Network Studios över produktionen och producerade nya avsnitt och säsonger mellan 2001-2003, totalt 221 avsnitt. Programmet sändes i Sverige på kanalen Cartoon Network.

## Karaktärer
- Dexter: Huvudpersonen. Han är mycket intelligent men även väldigt arrogant och självkoncentrerad, han har ett labb som bara Dee Dee, Mandark och han själv känner till.
- Dee Dee: Dexters syster. Hon är snäll och lekfull men inte värst smart, och älskar de många dockorna hon har i sitt rum. Hon är den enda bortsett från Dexter och Mandark som känner till hans laboratorium. Hon brukar ofta gå in där och ta sönder viktiga saker som Dexter har.
- Mandark: Dexters ärkefiende och ständige rival. Han är precis som Dexter ett geni och har ett laboratorium. Han är kär i Dexters syster Dee Dee men hon bara nobbar honom totalt.

## Röster
Engelska röster:
- Dexter: Christine Cavanaugh (1996-2001)[1], Candi Milo (2002-03)
- Dee Dee: Allison Moore, Kathryn Cressida
- Mamma: Kath Soucie
- Pappa: Jeff Bennett
- Mandark: Eddie Deezen

Svenska röster:
- Dexter: Gizela Rasch
- Dee Dee: Lena Ericsson
- Mamma: Lena Ericsson
- Pappa: Dan Bratt
- Mandark: Thomas Engelbrektson
- Andra Röster:  Mikael Roupé, Håkan Mohede

### Fotnoter
1. ↑  ”Christine Cavanaugh, voice of Babe and Rugrats' Chuckie, dies at 51” (på engelska). BBC. 31 december 2014. http://www.bbc.com/news/entertainment-arts-30641026. Läst 14 januari 2017.